# Here I Go
Here I Go è un brano musicale del 1995 dei 2 Unlimited.
Terzo estratto dall'album Real Things, raggiunse il 6º posto in Belgio(Fiandre), il 4º nei Paesi Bassi, e il 9° della Euro Top 20.
Arrivò al 22º posto nel Regno Unito.
Del singolo esiste anche una versione remix di Alex Party.

## Classifiche
| Classifica (1995) | Posizione raggiunta |
| ----------------- | ------------------- |
| Regno Unito       | 22                  |
| Austria           | 16                  |
| Francia           | 25                  |
| Svizzera          | 38                  |
| Belgio (Vallonia) | 12                  |
| Belgio (Fiandre)  | 6                   |
| Paesi Bassi       | 4                   |
| Svezia            | 20                  |
| MTV Top 20        | 9                   |
| Dutch Top 40      | 5                   |

| Classifica fine anno 1995 | Posizione raggiunta |
| ------------------------- | ------------------- |
| Dutch Top 40              | 92                  |